# Incidente dell'Antonov An-12 di Aéro-Frêt del 2009
Il 26 agosto 2009, un Antonov An-12 precipitò in un cimitero vicino a Brazzaville, in Congo.

## L'aereo
Il velivolo coinvolto era un Antonov An-12BK di Aéro-Frêt, fabbricato nel 1966 e registrato TN-AIA.

## L'incidente
L'aereo era partito dall'aeroporto di Brazzaville - Maya-Maya  diretto all'aeroporto di Pointe Noire con a bordo cibo, un minibus e altri tre veicoli. Nel tentativo di atterrare sulla pista 05, l'aereo si schiantò in un cimitero a 11 chilometri a sud-est dell'aeroporto Maya-Maya a Nganga Lingolo, una città alla periferia di Brazzaville, alle 06:00 ora locale (05:00 UTC). Tutti e 5 i membri dell'equipaggio ucraino e il passeggero congolese morirono nell'impatto. Il METAR in vigore al momento dell'incidente indicava un vento leggero di 270° a 6 nodi (11 km/h), una visibilità di 7 chilometri, nubi sparse a 1 600 piedi (490 m) e nuvole a 13 000 piedi (4 000 m), e una temperatura di 21°C. Al momento dell'incidente pioveva leggermente e la visibilità era di 3,5 chilometri. Testimoni oculari riferirono che una delle ali era in fiamme prima dell'incidente e che l'aereo si era spezzato a mezz'aria. Il trasporto del passeggero era illegale, poiché la Repubblica del Congo vieta l'uso degli AN-12 come aerei passeggeri.

## Le indagini
Sull'incidente indagò l'Agenzia nazionale congolese per l'aviazione civile.
La torre di Brazzaville riferì che l'aereo si trovava a un'altitudine di 2 000 piedi (610 m) MSL di altitudine quando venne perso il contatto radar e radio.
Il Ministro dei Trasporti dichiarò che la parte posteriore dell'aereo era stata osservata essere in fiamme. L'aereo si era spezzato in volo prima di impattare con il suolo, aggiunse.